# A buddhizmus kritikája
A buddhizmus kritikája – ahogy általában más vallások kritikája is – azoktól származik, akik nem értenek egyet vagy megkérdőjelezik a buddhista iskolák kijelentéseit, hitét és egyéb más tényezőket. Az egész vallást, több buddhista felekezetet, számos neves buddhista nemzetet és egyes buddhista vezetőt bíráltak már ilyen vagy olyan módon. A kritika forrása lehet például agnoszticizmus, szkepticizmus, vallásellenesség, filozófia, racionalizmus, de eredhet más vallások támogatóitól, vagy olyan buddhistáktól is, akik valamilyen téren nemtetszésüket fejezik ki és reformokra buzdítanak.
Bármilyen gondolatrendszer bírálatának két fajtája van. Az egyik a tanok, szövegek, tanítások és gyakorlatok racionális kiértékeléséből, a másik a tanokat alkalmazó gyakorlók következetességéből vagy következetlenségéből fakad.

## Történelmi bírálatok
A buddhizmust Indiában alapították, ahol a hinduizmus már széles körben elterjedt és a mai napig ez így is maradt. Az ortodox hinduk egyfajta pozitív ateizmusként tekintettek a buddhizmusra. Azonban a buddhizmus eltűnt egy időre Indiából és egyes hindu tudósok szerint – például Szvámi Vivekánanda – a buddhizmus beleolvadt a  vaisnava hindu gyakorlatokba.

## Buddhista tanok bírálatai
A különböző buddhista iskolák eltérő buddhista tanokat követnek attól függően, hogy melyik szútrát veszik alapul. Emiatt az egyes buddhista tanok bírálatai azon tanok bizonyos értelmezéseire vonatkoznak, vagy azokra a bizonyos iskolákra. Mindamellett léteznek minden iskolára egységesen jellemző tanok is, amelyek vita vagy akadémiai vizsgálódás tárgyát képezik.

### Nihilizmus és a szenvedésre való koncentrálás
Annak ellenére, hogy a buddhizmust korábban az egzisztencializmushoz hasonlították, Friedrich Nietzsche inkább élettagadó filozófiának tekintette a buddhizmust, amely szeretne megszabadulni egy szenvedésektől teli létezésből. A négy nemes igazság tanát többen támadták, amiért az a szenvedésre koncentrál.
Azonban vannak más buddhista tanok, amelyek elismerik az élet örömeit, például a Lótusz-szútra szövegében szerepelnek megvilágosodó emberek, akiknek a tudata "táncol az örömtől". A nicsiren buddhizmus tana is elfogadja szenvedést és az örömöt is: "Szenvedd meg, amit meg kell, élvezd, amit kell és tekintsd mindkettőt az élet velejárójának".

### Nők a buddhizmusban
Bírálat érte a théraváda buddhizmust, azért, ahogyan bánik a nőkkel, főleg az apácákkal, akiket a szerzeteseknél alacsonyabb rangúnak tekintenek. A legtöbb buddhista iskolában az apácákra (bhikkhuni) több szabály vonatkozik, mint a szerzetesekre (bhikkhu). A buddhisták ezt azzal magyarázzák, hogy a Buddha idejében az apácáknak gondjaik voltak a biztonsággal, ha ugyanazokkal a feltételekkel akartak felvételt nyerni a szanghába (közösségbe), mert az erdőben való barangolás során többjükkel szemben erőszakot követtek el világi emberek. Ezért szabtak meg több szabályt az apácák számára, például: az apácák nem utazhatnak egyedül.

## Következetlenségek
Néhány buddhista gyakorló szerint a buddhizmust érő bírálatok legtöbbször a buddhizmus kisebb hagyományaiból idéznek, amelyek nincsenek összhangban a buddhista elvekkel. Ezek a meta-kritikák hasonlítanak más vallásos hagyományok gyakorlóitól származó kritikákra. A buddhizmus gyakorlói körein kívül nehéz fenntartani ezeket a kritikákat, mivel nincsenek bizonyítékok az eredeti tanításokról, ráadásul a buddhizmusban nem létezik egy a tanításokért felelős globális szerző.

### Vezetők és intézmények
Néhányan bírálták egyes buddhista személyek és egyházi vezetők anyagias és korrupt viselkedését. Hallani lehetett elhíresült szexuális botrányokról is a nyugaton terjedő buddhista csoportokban, annak ellenére, hogy a buddhista vinaja (szabályzat) kifejezetten tiltja a szexuális aktust az egyházi személyek számára.

## Háború és erőszak
A középkori Délkelet-Ázsiában léteztek buddhista államok – például a Szukhothai és a Polonnaruva királyságok. Főleg Srí Lankán a modern szerzetesek gyakran belebonyolódnak a nacionalista politikába.
Japánban a buddhizmust gyakran támogatja az állam. Brian Daizen Victoria Háborúban a zen (Zen at War) című könyvében arról ír, hogy a buddhista intézmények igazat adtak a japán katonai szellemnek és együttműködtek a  Japán Császári Hadsereggel a csatamezőn. A könyv megjelenésére reagálva számos szekta kért elnézést, hogy a háború alatt támogatta a kormányt.
Buddhistákról szóltak már passzív és aktív erőszakmentességet tanúsító történetek, amelyet gyakran tükröz a nemzeti kultúra is. A szerzetesek a 2007-es burmai kormányellenes tüntetésen például az erőszakmentesség politikáját alkalmazták. Nem régen a burmai buddhistákat a rohingya muszlim kisebbség ellen elkövetett etnikai tisztogatással vádolták.
A Buddhát a Dhammapada így idézi: "Az élet kedves mindenki számára. Valaki összehasonlítva magát másokkal nem szabad, hogy öljön vagy halált okozzon".

### Erőszakkal kapcsolatos vádak
Az 1990-es években Bhután kiűzte a hindu lakosságot, hogy megőrizhesse a buddhista kultúráját és öntudatát.
A 2008-as tibeti zavargások után a kínai kormány a 14. Dalai Lámát vádolta az erőszak és zavargások szításával. Egy kormányszóvivő elmondása szerint a tibeti kolostorok átkutatása során rengeteg fegyvert találtak, köztük 176 pisztolyt és 3500 kilogramm robbanóanyagot.
A srí lankai Colombo Telegraph egyik cikke szerint a "helyi muszlim kisebbség továbbra is ki van téve az erőszaknak és az üldözésnek, amit gyakran harcos buddhisták okoznak, akiknek az egész famíliájuk nagyon aktív."